# Валовий Кордон
Валови́й Кордо́н (рос. Валовой Кордон) — село у складі Угловського району Алтайського краю, Росія. Входить до складу Симоновської сільської ради.

## Населення
Населення — 289 осіб (2010; 339 у 2002).
Національний склад (станом на 2002 рік):
- росіяни — 97 %